# 리 그랜트
리 그랜트(Lee Grant, 1925년 10월 31일 ~ )는 미국의 배우, 영화 감독이다.

## 생애

### 어린 시절
리 그랜트는 맨해튼에서 보육교사인 위티아(본명 하스켈)와 부동산 중개인이자 교육자인 아브라함 W. 로젠탈의 외동아들인 리오바 하스켈 로젠탈로 태어났다. 그녀의 아버지는 폴란드계 유대인 이민자 사이에서 뉴욕시에서 태어났으며, 어머니는 러시아계 유대인 이민자로 여동생 프레모와 함께 포그롬을 피해 오데사를 떠났다. 그 가족은 맨해튼 해밀턴 하이츠 지역의 148번가와 리버사이드에 거주했다.
그녀의 생일은 10월 31일이지만, 그 해는 논란의 여지가 있었다. 1925년부터 1931년까지의 모든 해가 어느 시점에서 그녀의 출생 연도로 주어졌다. 그러나 인구 조사 데이터, 여행 기록, 그리고 증언에 따르면 그녀는 1925년 또는 1926년에 태어났다고 했는데 그랜트는 프로 데뷔 당시 나이와 오스카상 후보에 올랐지만, 그녀가 1927년에 태어났다는 것을 알 수 있었다.

### 학창 시절
그랜트는 1931년 메트로폴리탄 오페라에서 로라콜로 무대에 데뷔했으며, 이후 청소년 시절 아메리칸 발레단에 입단하였다. 그녀는 뉴욕에서 예술 학생 연맹, 줄리아드 음악 학교, 고등 음악 예술 학교, 그리고 조지 워싱턴 고등학교를 다녔다. 그랜트는 고등학교를 졸업하고 샌포드 마이스너 밑에서 공부한 동네 플레이하우스 극장 학교에 장학금을 받았다. 그랜트는 HB 스튜디오에서 우타 하겐과 함께 추가 연구를 진행했는데 그녀는 나중에 뉴욕의 액터스 스튜디오에 등록했다.

## 활동

### 1930년대 이전
그랜트는 1933년 메트로폴리탄 오페라 하우스에서 첫 무대 발레 공연을 가졌다. 1938년, 10대 초반에 그녀는 조지 발란친의 지휘 아래 아메리칸 발레단의 단원이 되었다. 배우로서 그랜트는 1944년 오클라호마에서 언더스터디로 프로 무대에 데뷔했다. 1948년, 그녀는 조이 투 더 월드에서 브로드웨이 연기 데뷔를 했다. 그랜트는 1949년 '디텍티브 스토리'에서 절도범으로 첫 주연을 맡아 브로드웨이 안팎에서 드라마틱한 메소드 배우로 자리매김하며 찬사를 받았다.

### 1950년대
1951년, 윌리엄 와일러 감독의 영화 《형사 이야기》를 통해 데뷔했다. 영화에서의 역을 통해 1952 칸 영화제 여자배우상을 수상했으며, 아카데미 여우조연상 후보에도 올랐다. 1952년, 할리우드 블랙리스트 명단에 올라 12년 간 제대로 된 연기 활동을 할 수가 없었다.

### 1960년대 ~ 1990년대
1962년, 블랙리스트에서 이름이 지워진 후 다시 본격적인 활동을 시작했다.
1975년 할 애슈비 감독의 영화 《샴푸》를 통해 아카데미 여우조연상을 수상했다.
오스카상 수상 이외에도 1966년부터 1993년까지 에미상 후보에 7회 올라 2회를 수상했다. 배우 외에 영화 감독으로도 활동하였는데, 1986년 본인의 다큐멘터리 영화 《다운 앤 아웃 인 아메리카》(Down and Out in America)를 통해 아카데미 장편 다큐멘터리 영화상을 공동수상하기도 했다.
1988년, 그녀는 인내심과 뛰어난 작품성 덕분에 엔터테인먼트 산업에서 여성의 역할을 확장하는 데 기여한 뛰어난 여성들로 인해 영화 속 여성 크리스탈 상을 수상했다.

### 2000년대 이후
2001년, 리 그랜트는 비평가들의 극찬을 받은 데이비드 린치의 멀홀랜드 드라이브에서 루이스 보너 역을 맡았다. 2004년부터 2007년까지 칼린 글린, 스티븐 랭, 그랜트는 액터스 스튜디오에서 공동 예술 감독으로 활동했다. 2000년대 초반, 그랜트는 평생 텔레비전을 위한 친밀한 초상화 시리즈를 감독했으며, 이 에피소드들은 다양한 뛰어난 여성들을 기념했다.
2013년, 그랜트는 거의 40년 만에 잠시 무대로 돌아와 워싱턴주 베인브리지 아일랜드의 아일랜드 뮤직 길드에서 열린 개선 프로그램을 위한 혜택의 일환으로 '진 게임'의 한 공연에 출연했다. 그랜트는 프랭크 벅스턴의 반대편에서 웰러 마틴 역을 맡아 폰시아 도시 역을 맡았고, 그녀의 딸 디나 마노프가 연출을 맡았다.
14년 만에 리 그랜트는 테일러 A가 감독한 영화 '킬리안 앤 더 컴백 키즈'(2020)에서 작은 역할을 맡았다.
1980년대와 1990년대에 다큐멘터리를 제작한 그랜트의 경력은 구겐하임 심포지엄에서 미국 영화 연구소의 AFI 다큐에 출연하고 "20세기 여성"이라는 프로그램으로 영예를 안았는데 2020년 중반 AFI 실버 및 기타 가상 영화관에서 상영된 리 그랜트의 다큐멘터리 영화". 이것은 미국 최초의 가상 레퍼토리 영화 시리즈가 되었다.
2022년 현재 그녀는 아카데미상 수상 다큐멘터리를 연출한 유일한 아카데미상을 수상하였다.
2024년 1월, 그녀는 뉴욕 영화제에 참석하여 처음 두 편의 영화를 리바이벌 프로그램에서 상영했으며, 터너 클래식 무비가 주최한 패널에서 자신의 감독 경력에 대해 이야기했다.

## 출연 작품

### 영화
- 형사 이야기 (1951)
- 인형의 계곡 (1967)
- 밤의 열기 속으로 (1967)
- 랜드로드 (1970)
- 샴푸 (1975)
- 세인트 루이스호의 대학살 (1976)
- 빅 타운 (1987)
- 영혼의 사랑 (1991)
- 닥터 T (2000)
- 멀홀랜드 드라이브 (2001)

### TV 드라마
- 형사 콜롬보 Pilot Episodes EP.2 (1968) Leslie Williams 역